# Tinus Osendarp

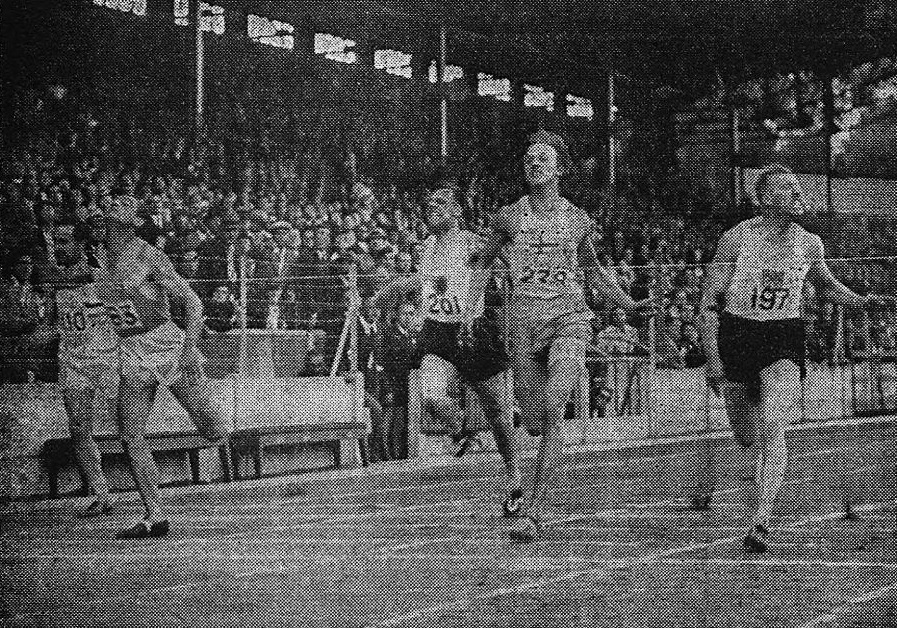
Finale du 100 mètres du championnat d'Europe à Turin (G. à D. Sweeney, Mariani, van Beveren, Stranberg et Tinus Osendarp).

Martinus Bernardus « Tinus » Osendarp (né à Delft aux Pays-Bas le 21 mai 1916 - mort à Heerlen aux Pays-Bas le 20 juin 2002) est un nazi et athlète néerlandais, spécialiste des 100 et 200 mètres.

## Carrière
Lors des premiers championnats d'Europe, organisés en 1934 à Turin, Tinus Osendarp remporte une médaille de bronze sur 200 mètres en 21 s 6, et une médaille d'argent en relais, dans un temps de 41 s 6. Il termine également 5e de la finale du 100 mètres.
Tinus Osendarp entre dans l'histoire du sprint en gagnant deux médailles de bronze aux Jeux olympiques de Berlin en 1936 sur 100 et 200 mètres en 10 s 5 et 21 s 2. Il aurait pu gagner une troisième médaille dans le relais 4 × 100 mètres, s'il n'avait, en finale, laissé tomber le relais, alors que les Pays-Bas se battaient pour la médaille d'argent. Osendrap acquit cependant une grande notoriété lors de ces jeux grâce à la propagande nazie : il est présenté comme le seul blanc à pouvoir rivaliser sur la piste avec les deux noirs américains Jesse Owens et Ralph Metcalfe qui surclassent la discipline.
Osendarp confirme ses médailles de bronze des Jeux de Berlin lors des Championnats d'Europe d'athlétisme 1938 en remportant les 100 et 200 mètres en 10 s 4 et 21 s 1.
Officier de police, il devient, pendant la Seconde Guerre mondiale, alors que les Pays-Bas sont occupés par les nazis, membre des Services de Sécurité Allemands. Il ne tarde pas à rejoindre le Parti National Socialiste Hollandais (NSB) et les SS. Il serait directement responsable de 26 arrestations.
En 1948, Osendarp est condamné pour ses crimes commis durant la guerre. Libéré en 1952, il s'installe à Limburg pour y travailler dans les mines. Jusqu'à peu avant sa mort, en 2002, il y entraînera les jeunes sprinters locaux.

## Palmarès sportif
| Date | Compétition           | Lieu   | Résultat | Épreuve   | Performance |
| ---- | --------------------- | ------ | -------- | --------- | ----------- |
| 1934 | Championnats d'Europe | Turin  | 5e       | 100 m     | 10 s 9      |
| 1934 | Championnats d'Europe | Turin  | 3e       | 200 m     | 21 s 6      |
| 1934 | Championnats d'Europe | Turin  | 2e       | 4 × 100 m | 41 s 6      |
| 1936 | Jeux olympiques d'été | Berlin | 3e       | 100 m     | 10 s 5      |
| 1936 | Jeux olympiques d'été | Berlin | 3e       | 200 m     | 21 s 3      |
| 1938 | Championnats d'Europe | Paris  | 1er      | 100 m     | 10 s 5      |
| 1938 | Championnats d'Europe | Paris  | 1er      | 200 m     | 21 s 2      |

## Records
| Épreuve | Performance | Lieu      | Date         |
| ------- | ----------- | --------- | ------------ |
| 100 m   | 10 s 4      | Amsterdam | 7 juin 1936  |
| 200 m   | 21 s 1      | Amsterdam | 28 juin 1936 |